# Arthur Marshall
Arthur Marshall.(Cambridge, Inglaterra, 4 de Dezembro de 1903 – Cambridgeshire, Inglaterra, 16 de Março de 2007) foi um pioneiro da aviação e homem de negócios britânico, presidente da Marshall Aerospace entre 1942 e 1989.

## Biografia
Arthur Marshall  foi educado na "Perse School" de Cambridge e na "Tonbridge School" de Kent, terminando a sua formação no Jesus College (Cambridge), em 1922, onde obteve a licenciatura em engenharia. Ele aprendeu a voar em 1928, e criou logo depois disso uma pista de aterragem  próximo da casa da família, em Cambridge, que por volta de 1929 se tornara um campo de aviação completo. Seis anos depois, Arthur e o seu pai, David, compraram os terrenos onde se situa actualmente o aeroporto de Cambridge e deram início à "Marshall Aerospace". Durante a Segunda Guerra Mundial, Arthur jogou um papel chave na formação de 20.000 pilotos e instrutores de voo. O pai de Arthur morreu em 1942.
Sob a direcção de sir Arthur, a firma tornou-se na maior reparadora de aviões do Reino Unido, consertando ou convertendo 5.000 aviões durante a guerra. Ao longo dos anos, alguns dos maiores fabricantes de aviões, tais como "De Havilland", "Bristol", "Vickers" e "English Electric" confiaram-lhe a manutenção dos seus aviões.
Além do seu interesse pela aeronáutica, sir Arthur também se tornou um talentoso desportista desde cedo, conseguindo um lugar na equipa britânica de atletismo para os Jogos Olímpicos - Paris 1924, a qual foi representada no filme de  1981 : "Chariots of Fire".
Marshall foi galardoado com um prémio pela OBE em 1948. Em 1931, casou com Rosemary Dimsdale. Desse casamento nasceram três filhos, incluindo Michael Marshall, que assumiu o controle da companhia depois de o seu pai se retirar. A esposa de Arthur Marshall, Rosemary Dimsdale morreu no dia 24 de Junho de 1988.
Depois do falecimento de James Stillman Rockefeller, em Agosto de 2004,
Arthur converteu-se no mais velho atleta olímpico vivo.
Faleceu na sua casa de Cambridgeshire às primeiras horas do dia 16 de Março de 2007, com 103 anos de idade.